# Gulfstream G650
Dimensions
Le Gulfstream G650 est un jet d'affaires biréacteur du constructeur Gulfstream Aerospace construit de 2008 à 2025. Gulfstream commença le programme en 2005 et le révéla au public en 2008. Le G650 est à sa sortie le plus grand, et le plus rapide de la gamme Gulfstream Aerospace. Il existe également, depuis janvier 2015, une version à l'autonomie rallongée, dénommée G650ER (Extented Range). Le G650 est certifié sous le nom de G-VI.
Plus de 500 unités des G650 et G650ER sont construits, le dernier sortant de sa ligne d'assemblage final le 12 février 2025.
Le G650 est remplacé par le G800 en 2025. Une version allongée G700 est produite depuis 2024. 

## Design et développement
Le Gulfstream G650 a été lancé en interne en mai 2005 et dévoilé le 13 mars 2008.
Le G650 a une vitesse de croisière de Mach 0,85 à 0,90, avec une vitesse maximale de Mach 0,925 et une autonomie allant jusqu'à 7 000 NM (13 000 km). Il est équipé d'une cuisine complète, d'un bar et peut être équipé d'une variété de fonctions de divertissement y compris les téléphones par satellite et Internet sans fil. Le nouveau biréacteur utilise les nouveaux moteurs Rolls-Royce BR725 produisant une poussée maximale de 75,6 kN.
Gulfstream  déclare qu'avec un poids de moins de  45 360 kg (100 000 livres), il est en mesure d'atterrir sur les  petits aéroports permettant d'éviter les aéroports plus fréquentés.
Pour assurer une meilleure utilisation du volume intérieur, les designers de Gulfstream ont rejeté le fuselage de section circulaire en faveur d'un ovale qui utilise une partie inférieure plus plate. La cabine est de 2,60 mètres de large et 1,96 mètre de hauteur.
Le fuselage est de construction métallique et la construction composite est utilisée pour l'empennage, les winglets, la cloison pressurisée arrière, les capots moteurs, la structure plancher de la cabine et de nombreux carénages. Les seize fenêtres de cabine sont de forme ovale de 71 cm de largeur.
L'aile utilise un angle de flèche de 36 degrés alors que la génération précédente était de 27 degrés sur le G550.
Il est dépourvu de becs de bord d'attaque. Le système hypersustentateur est juste composé de volets et les guides de volets sont intégrés dans l'épaisseur du profil.
Le bord d'attaque de l'aile a une courbure évolutive continue et le profil de la voilure varie de l'emplanture jusqu'aux winglets.
Les commandes de vol de l'avion sont entièrement électriques sans aucune liaison mécanique.
Les gouvernes sont contrôlées par un système hydraulique double.  Beaucoup d'avions de ligne utilisent les commandes de vol électriques mais seul le Dassault Falcon 7X est aussi équipé de ce système hydraulique double. 
Le G650 conserve la même configuration de cockpit que le G550 dans son ensemble, dans un effort d'obtention, de la part de la FAA, d'une dérogation permettant aux pilotes ayant déjà une qualification de type G550, de ne pas avoir à obtenir une nouvelle qualification de type. La FAA (Federal aviation administration) américaine rejeta cependant cette possibilité par la suite, obligeant de ce fait les pilotes, à l'obtention d'une nouvelle "qualification de type" propre au G650 (invoquant le fait qu'en raison des commandes électriques du G650, les systèmes et composants diffèrent de ceux du G550 de manière trop importante pour permettre qu'un simple "cours de différences" soit suffisant.)
La conception de l'aile a été achevée en 2006. Des modèles ont été testés en soufflerie, avec un total de 1 400 heures d'essais avant la fin de l'année 2008. Un fuselage a été construit pour effectuer un essai de pression et testé, jusqu'à l'ultime test pression de 12 915 kg/m2. Le G650 a roulé de manière autonome pour la première fois le 26 septembre 2009. Une cérémonie publique de déploiement a été tenue le 29 septembre 2009. Le premier vol pour le G650 eut lieu le 25 novembre 2009.
L'essai de vitesse maximale en service (Mach 0,925) a été effectué le 4 mai 2010. Gulfstream a rapporté que, le 26 août 2010, le G650 a atteint la vitesse maximale de Mach 0,995 au cours d'un plongeon.

## G650ER

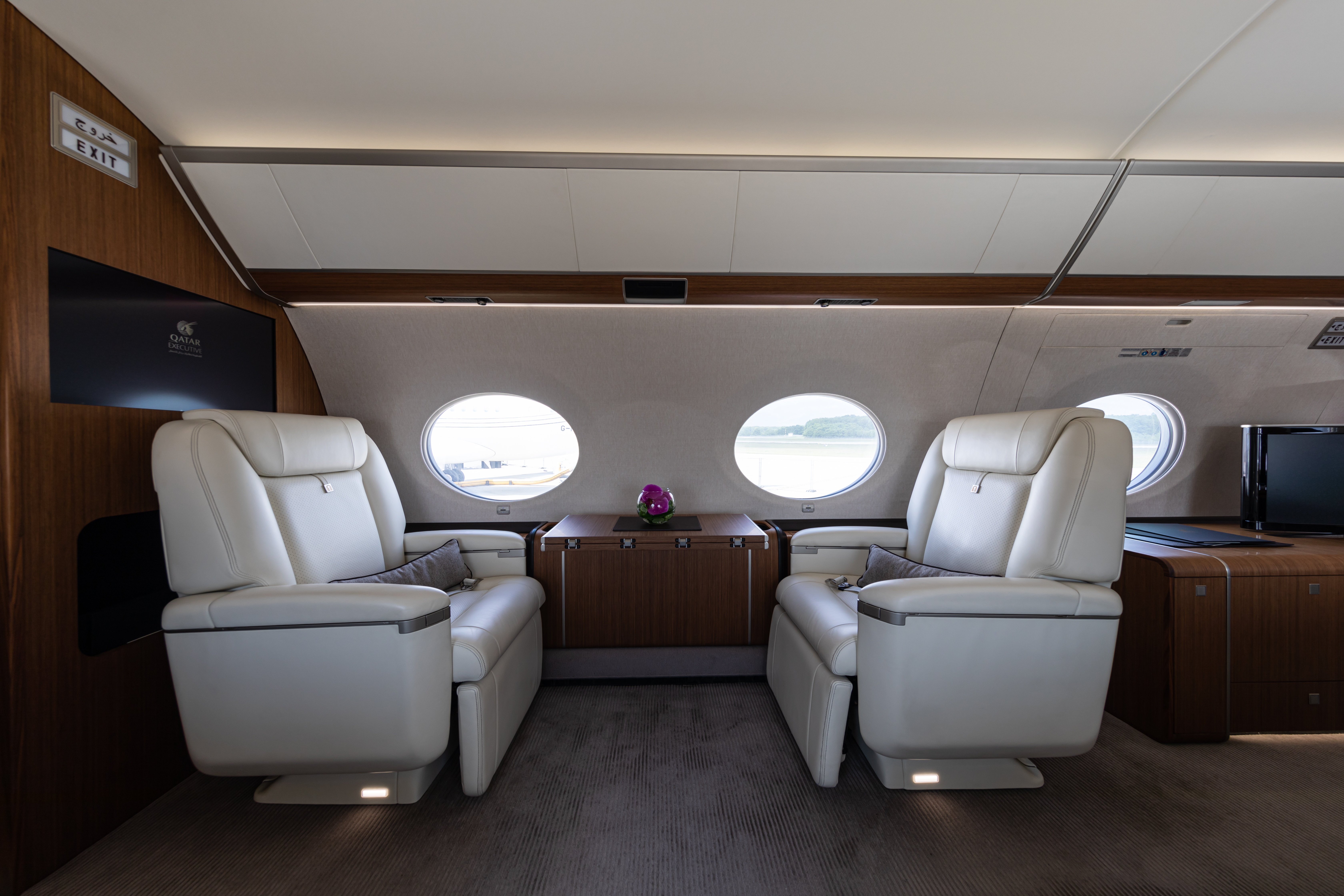
La cabine.

Le 18 mai 2014, Gulfstream Aerospace annonce la création d'une version à l'autonomie renforcée, le G650ER. Capable de parcourir 7500 NM (13 900 km), grâce à un emport supplémentaire de carburant de 4000 lbs (1 814 kg), le G650ER peut être produit rapidement à partir de n'importe quel G650 déjà existant, moyennant quelques modifications. Le G650ER (modèle expérimental) a effectué un vol sans escale de Hong-Kong à Teterboro (New Jersey), une distance de 7494 NM (13 879 km) en mars 2014, ainsi qu'un vol sans escale de Los Angeles à Melbourne (Australie). Gulfstream Aerospace annonce les premières livraisons du G650ER pour janvier 2015.

## G700

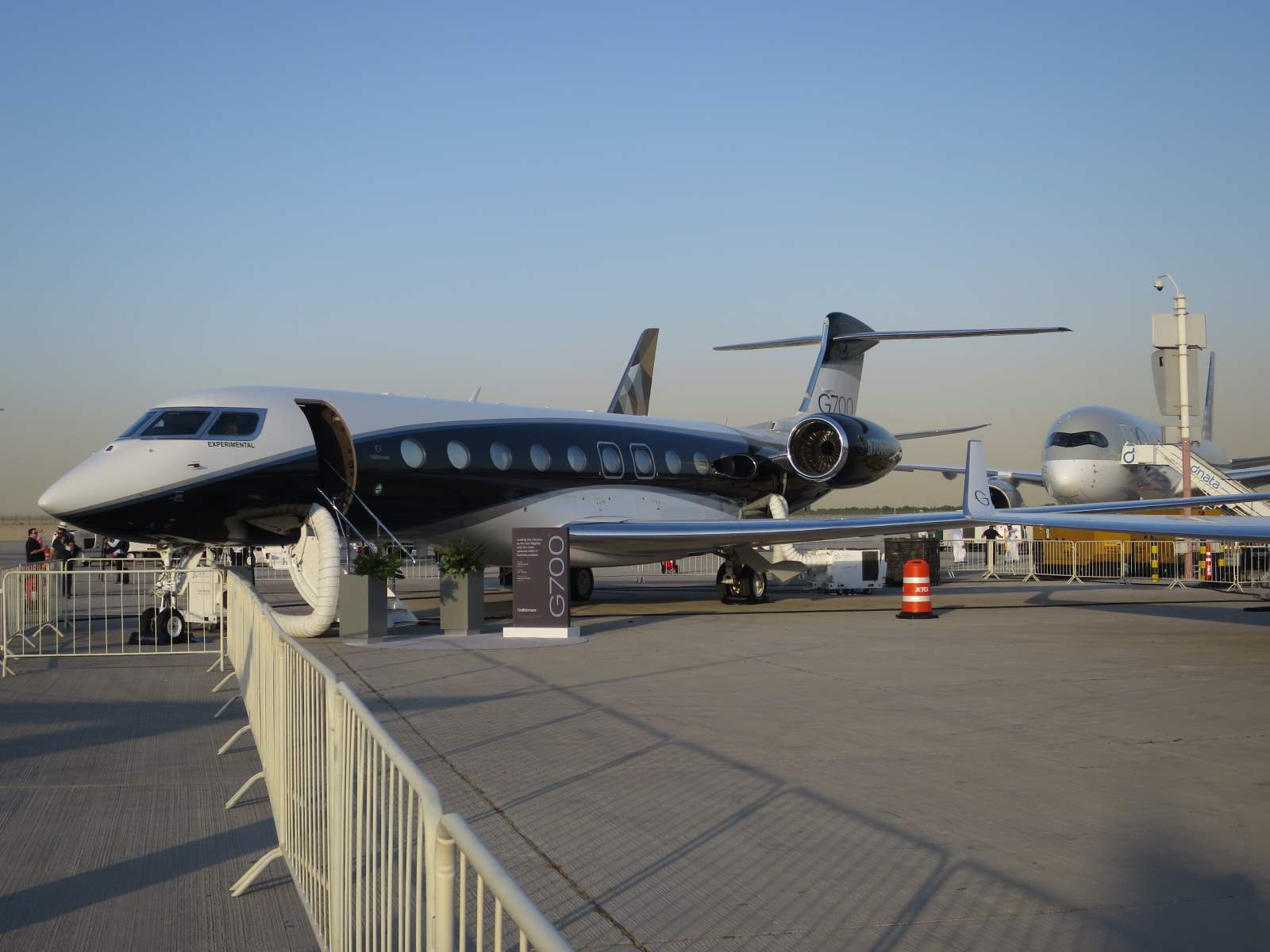
G700 en 2023.

Annoncé lors de la convention de la National Business Aviation Association (en) d'octobre 2019: il est allongé de 3,07 m pour une cabine plus longue avec cinq zones et dix fenêtres de chaque côté, contre huit sur le G650, Il est motorisé par des réacteurs Rolls-Royce Pearl 700 de 18 250 lbf / 81,2 kN (13 900 km). Il est annoncé lors de son premier vol le 14 février 2020 avec une distance franchissable de 13 890 km à Mach 0,85 ou 11 853 km à Mach 0,90. Gulfstream annonce de meilleures performances avec une distance franchissable de 14 353 km à Mach 0,85 ou 12 316 km à Mach 0,90 le 6 septembre 2023. Le G700 est certifié par la FAA le 29 mars 2024 et par l'AESA le 16 mai 2024. En mai 2025, le cinquantième est livré.

## G800

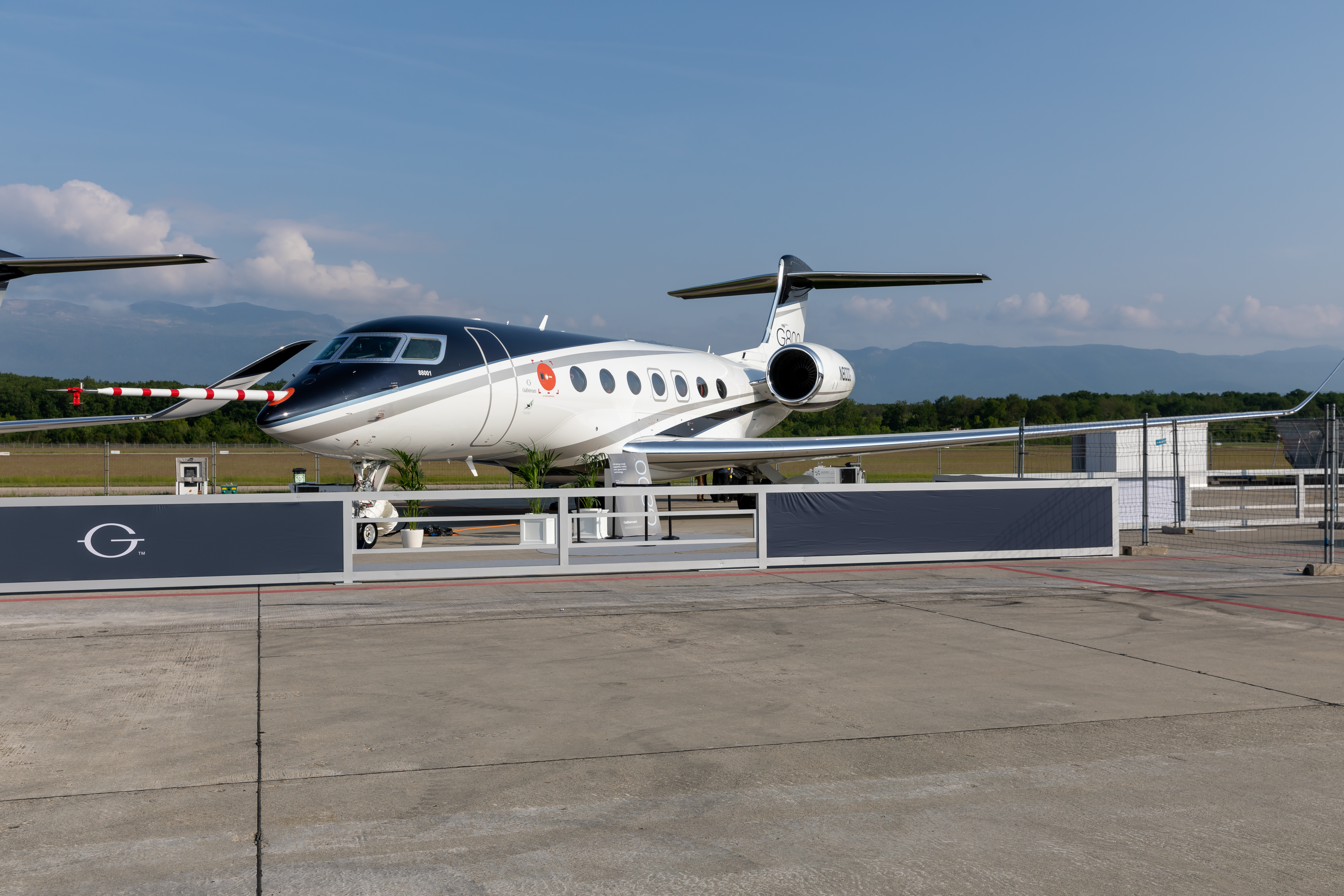
G800 en 2023.

Annoncé en octobre 2021, le G800 remplace les G650 et G650ER en 2025. Il reprend les avancées techniques du G700 : les moteurs Rolls-Royce Pearl 700, les ailes et les commandes de vol électriques Symmetry basées sur le Honeywell Primus Epic. Il est similaire en taille au G650 mais la distance franchissable est portée à 8 000 nm (14 816 km) à Mach 0,85 lors des prévisions initiales. Le premier vol a eu lieu le 28 juin 2022.
Gulfstream annonce de meilleures performances avec une distance franchissable de 8 200 nm (15 186 km) à Mach 0,85 ou 7 000 nm (12 964 km) à Mach 0,90 lors de la certification par la FAA et par l'AESA le 16 avril 2025.

## Incidents et accidents
Le 2 avril 2011, le prototype no 2 du G650 s'est écrasé après son décollage, à partir du Centre International Air Roswell, Nouveau Mexique, tuant les quatre personnes à bord (deux pilotes et deux ingénieurs d'essais, tous de Gulfstream). L'avion, qui simulait une panne sur l'un de ses moteurs lors du décollage, toucha la piste et prit feu.

## Dans la culture
Le single Like a G6 du groupe de rap de Los Angeles Far East Movement fait référence au Gulfstream G650 à travers les paroles « Sipping sizzurp in my ride like Three Six Feeling so fly like a G6. »
Bill Gates, Jeff Bezos, Elon Musk (PDG de Tesla et SpaceX) et Larry Fink (PDG de BlackRock) possèdent chacun un Gulfstream G650ER (Extended Range),.
Dans la série Esprits Criminels, l'équipe se déplace à bord d'un G650.